# Liste der Biografien/Lindi
Liste der Biografien |
Portal Biografien |
Personensuche
# |
A |
B |
C |
D |
E |
F |
G |
H |
I |
J |
K |
L |
M |
N |
O |
P |
Q |
R |
S |
T |
U |
V |
W |
X |
Y |
Z |
?
 
La |
Lb |
Lc |
Le |
Lg |
Lh |
Li |
Lj |
Ll |
Lm |
Lo |
Lp |
Lt |
Lu |
Lv |
Lw |
Lx |
Ly |
Lz
 
Lia |
Lib |
Lic |
Lid |
Lie |
Lif |
Lig |
Lih |
Lii |
Lij |
Lik |
Lil |
Lim |
Lin |
Lio |
Lip |
Liq |
Lir |
Lis |
Lit |
Liu |
Liv |
Liw |
Lix |
Liy |
Liz
 
Lina |
Linb |
Linc |
Lind |
Line |
Linf |
Ling |
Linh |
Lini |
Linj |
Link |
Linl |
Linn |
Lino |
Linp |
Lins |
Lint |
Linu |
Linv |
Linw |
Linx |
Liny |
Linz
 
Linda |
Lindb |
Linde |
Lindf |
Lindg |
Lindh |
Lindi |
Lindk |
Lindl |
Lindm |
Lindn |
Lindo |
Lindp |
Lindq |
Lindr |
Linds |
Lindt |
Lindu |
Lindv |
Lindw |
Lindz
Die Liste der Biografien führt alle Personen auf, die in der deutschsprachigen Wikipedia einen Artikel haben. Dieses ist eine Teilliste mit 24 Einträgen von Personen, deren Namen mit den Buchstaben „Lindi“ beginnt.

## Lindi

### Lindig
- Lindig, Anne-Kathrin (* 1962), deutsche Musikpädagogin und Violinistin
- Lindig, Ernst (1869–1934), deutscher Zinngießer und Konservator
- Lindig, Ernst Friedrich Wilhelm (1779–1852), deutscher Bergbaupionier
- Lindig, Friedrich (1892–1968), deutscher Maler
- Lindig, Julia (* 1954), deutsche Schauspielerin
- Lindig, Kurt (1898–1957), deutscher Präparator
- Lindig, Otto (1895–1966), deutscher Keramiker und Bildhauer
- Lindig, Robert (1894–1972), deutscher Politiker (SPD), MdL Bayern und Bürgermeister
- Lindig, Wolfgang (1925–2018), deutscher Ethnologe

### Lindin
- Lindine, Justin (* 1984), US-amerikanischer Radrennfahrer
- Lindinger, Bernd (* 1940), österreichischer Politiker (FPÖ), Mitglied des österreichischen Bundesrates
- Lindinger, Christian (* 1964), deutscher Politiker (Freie Wähler), MdL
- Lindinger, Christopher (* 1977), österreichischer Innovationsforscher, Informatiker und Kulturmanager
- Lindinger, Ewald (* 1956), österreichischer Politiker (SPÖ), Bundesrat und Landtagsabgeordneter
- Lindinger, Georg (1816–1880), österreichischer Landwirt, Brauereibesitzer und Reichstagsabgeordneter
- Lindinger, Günther (* 1948), deutscher Fußballspieler
- Lindinger, Herbert (* 1933), österreichischer Grafiker, Industriedesigner, Ausstellungsgestalter und Hochschullehrer
- Lindinger, Hugo (1911–1988), österreichischer Schauspieler
- Lindinger, Jo (1907–1995), deutscher Ausstattungsleiter, Bühnenbildner, Maler und Grafiker
- Lindinger, Johanna (* 1943), österreichische Schauspielerin und Hörspielsprecherin
- Lindinger, Klaus (* 1988), österreichischer Politiker (ÖVP), Abgeordneter zum Nationalrat
- Lindinger, Manfred (* 1962), deutscher Wissenschaftsjournalist
- Lindinger, Natacha (* 1970), französische SchauspielerinNatacha Lindinger (* 1970)

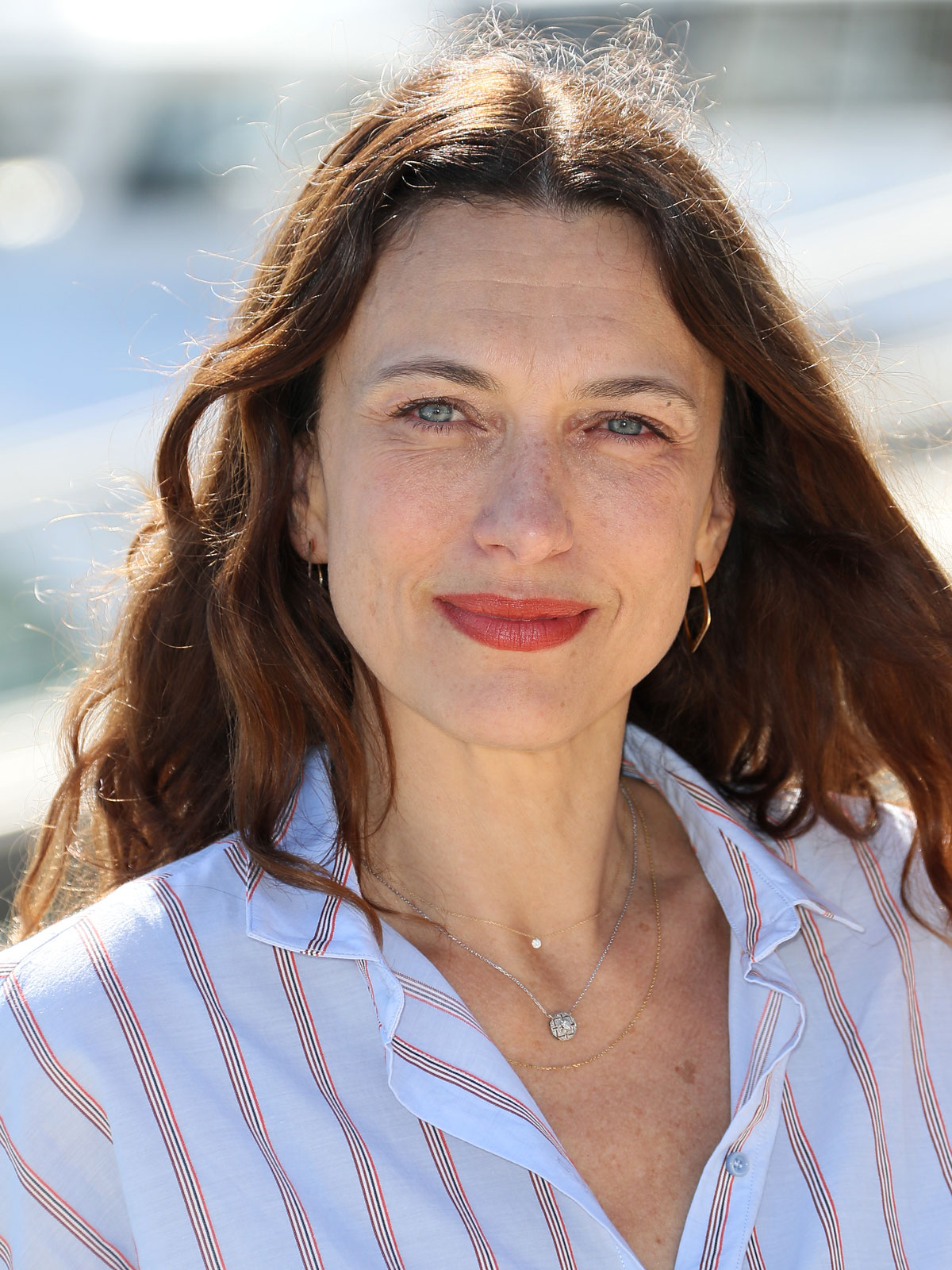
Natacha Lindinger (* 1970)

- Lindinger, Werner (1944–2001), österreichischer Physiker